# Saurauia andreana
Saurauia andreana är en tvåhjärtbladig växtart som beskrevs av Frederick Manson Bailey. Saurauia andreana ingår i släktet Saurauia och familjen Actinidiaceae. Inga underarter finns listade i Catalogue of Life.